# Аборты в Израиле
Аборт в Израиле разрешён по решению комитета по прерыванию беременности, при этом по состоянию на 2019 год подавляющее большинство случаев одобряются. Уровень абортов в Израиле неуклонно снижается с 1988 года, и по сравнению с остальным миром уровень абортов в Израиле умеренный. По данным правительства, в Израиле уровень абортов в 2016 году стабильно снизился до 9 на 1000 женщин детородного возраста, что ниже, чем в Англии (16,2) и США (13,2). 99 % абортов проводятся в первом триместре. Несмотря на утверждения о разрешении абортов при ограниченных обстоятельствах, в 2019 году газета «Гаарец» отметила, что это не так и аборты почти всегда разрешены в Израиле.
Аборт в Израиле был незаконным, но стал законным при условии одобрения комиссии по прерыванию беременности в соответствии с Уголовным кодексом 1977 года.
До 2014 года разрешение на аборт в Израиле комиссией по прерыванию беременности давалось при ограниченных обстоятельствах, например, если женщина не была замужем, по возрастным соображениям (если женщина была моложе 18 лет (законный возраст вступления в брак в Израиле) или старше 40 лет), если беременность наступила при незаконных обстоятельствах (изнасилование, растление и т. п.) или в кровосмесительных отношениях, при пороках развития или риске для здоровья или жизни матери. После 2014 года аборты в возрасте до 33 лет можно оплачивать в рамках пакета здравоохранения, финансируемого государством.
Согласно отчёту Центрального статистического бюро Израиля за 2004 год, в 2003 году большинство запросов на аборт было удовлетворено: было выполнено 19 500 легальных абортов и 200 запросов на аборт было отклонено. Причины прерывания были следующими: женщина не была замужем (42 %), незаконные обстоятельства (11 %), риски для здоровья женщины (около 20 %), возраст женщины (11 %) и врождённые дефекты плода (около 17 %). Женщины, которые не имеют права на аборт в соответствии с законодательством, могут сделать аборт в частной клинике, хотя аборт в частной клинике является незаконным.
В 2012 году сообщалось, что около половины всех абортов в Израиле проводились в частных клиниках, то есть без одобрения комитета. Женщинам, сделавшим такой аборт, не грозит уголовное наказание, однако врачам, производящим такой аборт, грозит штраф или лишение свободы на срок до пяти лет; однако о судебных преследованиях врачей за выполнение абортов, не одобренных комитетом, не сообщалось. Ежегодно в Израиле совершается около 20 000 абортов, и эта цифра остаётся стабильной, несмотря на значительный рост населения.

## Правовое положение
Статьи 312—321 Уголовного кодекса 1977 года ограничивают случаи, когда аборт разрешён в Израиле. Аборты должны быть одобрены комиссией по прерыванию беременности. Аборты могут проводиться только лицензированными гинекологами в признанных медицинских учреждениях, которые специально и публично признаны поставщиками абортов. Однако в 2014 году кабинет министров Израиля обновил закон 1977 года, разрешив сделать аборт почти каждой женщине в стране, желающей сделать аборт по выбору.

### Обстоятельства, при которых разрешён аборт
Согласно закону об абортах 1977 года, комитет по прерыванию беременности может одобрить аборт в соответствии с подразделом 316a при следующих обстоятельствах:
1. Женщина моложе установленного законом брачного возраста в Израиле (который в настоящее время составляет 18 лет, а не 17 как в апреле 2013 года[12]) или старше сорока лет (позже в это положение были внесены поправки, включившие в него также женщин в возрасте до двадцати лет[11]).
2. Ребёнок был зачат при незаконных обстоятельствах (изнасилование, растление и т. д.), в кровосмесительных отношениях или вне брака.
3. У плода может быть физический или умственный врождённый дефект.
4. Продолжение беременности может поставить под угрозу жизнь женщины или нанести ей физический или моральный вред.

Ранее, в случае, если женщина была в возрасте от 20 до 33 лет и/или ей разрешали аборт из-за того, что ребёнок был зачат при незаконных обстоятельствах или инцесте, у плода был серьёзный физический или психический дефект, мать была незамужней, или здоровье матери было под угрозой, — аборт оплачивался государством. Однако в 2014 году в закон были внесены изменения, позволяющие любой женщине, желающей сделать аборт, получить бесплатную финансируемую государством «корзину здоровья». Женщины, забеременевшие во время службы в ЦАХАЛе, имеют право на бесплатный аборт за счёт государства.
На практике большинство запросов на аборт, отвечающих вышеуказанным критериям, удовлетворяются, и проявляется снисходительность, особенно в отношении эмоционального или психологического ущерба, нанесённого беременной женщине. Комитеты одобряют 98 % запросов.
В 2022 году вступили в силу новые правила, согласно которым те, кто хочет сделать аборт, могут отправлять свои запросы онлайн, и их больше не будут спрашивать об использовании ими противозачаточных средств. Кроме того, в соответствии с новыми правилами им больше не нужно встречаться с социальным работником и они могут сделать медикаментозный аборт (если это возможно с медицинской точки зрения) под наблюдением местной поликлиники, вместо того, чтобы идти в больницы для получения лекарств по мере необходимости, как это делалось ранее.

### Структура комитета
В государственных и частных больницах по всему Израилю действует 41 комиссия по прекращению беременности. Эти комитеты состоят из трёх членов, двое из которых являются лицензированными врачами, а один — социальным работником. Из двух врачей один должен быть специалистом в области акушерства и гинекологии, а другой может быть как акушером-гинекологом, так и терапевтом, психиатром, врачом общей практики или специалистом общественного здравоохранения. Хотя бы один участник должен быть женщиной. Шесть отдельных комитетов рассматривают запросы на аборт, когда возраст плода превышает 24 недели.

## Дебаты об абортах в Израиле
В Израиле ведутся дебаты об абортах, хотя они отодвинуты на второй план более широко освещаемыми и спорными вопросами. Дебаты о нравственности абортов предшествуют дебатам об отделении религии от государства в контексте Израиля как еврейского государства и демократии.
Ортодоксальные еврейские организации, включая политические партии, решительно выступают против абортов, поскольку большинство интерпретаций еврейского закона считают аборт запрещённым, за исключением случаев, когда речь идёт о жизни матери. Политические партии, отстаивающие эту точку зрения, включают ШАС, сефардскую партию харедим; Яхадут ха-Тора (Объединённый иудаизм Торы), партию ашкенази-харедим; и ХаБаит ха-Йегуди (Еврейский дом), партию религиозного сионизма. Исследование, опубликованное в 2001 году, показало, что противодействие абортам среди израильтян коррелирует с сильными религиозными убеждениями — особенно с ортодоксальными иудаистскими убеждениями — доходом ниже среднего, большим размером семьи и идентификацией с правой политикой.
Левая партия «Мерец» выступает за легализацию абортов по соображениям личной свободы. В 2006 году депутат Кнессета Зехава Гальон от «Мереца» предложила законопроект, который упразднит комитеты по прерыванию беременности и фактически декриминализует неограниченные аборты. Гальон утверждала, что женщины, обладающие финансовыми средствами, могут делать аборты в частных клиниках, минуя комитет и, следовательно, получают права, основанные на их богатстве. Законопроект был отклонён с большим перевесом голосов.
Когда соответствующий раздел Уголовного кодекса был написан первоначально, он содержал «социальную статью», позволяющую женщинам делать аборт по социальным причинам, таким как экономическое бедствие. Этот пункт был отменён в 1980 году по инициативе ортодоксальных иудаистских партий (см. ШАС, Яхадут ха-Тора и Национальная религиозная партия).
Этот пункт всё ещё обсуждается в Израиле. В 2004 году депутат Кнессета Решеф Хен от Шинуй представил дополнение о восстановлении действия этого пункта, утверждая, что в нынешних обстоятельствах женщины с финансовыми проблемами должны лгать комитету по увольнению, чтобы получить одобрение в соответствии с пунктом об эмоциональном или психологическом ущербе, и что «ни одна развитая страна не принуждает своим гражданам лгать ради сохранения религиозных, шовинистических, архаичных ценностей». Женские организации, такие как НААМАТ, поддержали это предложение.
Женские организации, такие как «НААМАТ» и «Шдулат ха-Нашим» (женское лобби), выступают в пользу феминистских соображений, идеологии прочойс, репродуктивных прав.
Эфрат — религиозная организация, которая выступает против абортов, а также предлагает финансовую поддержку женщинам, которые рассматривают возможность аборта по экономическим причинам. Кампания Эфрата включает наклейки с лозунгом «Не прерывайте меня» (ивр. אל תפילו אותי‎). Беад Хаим — это мессианская христианская некоммерческая ассоциация, выступающая против абортов. Ещё одна организация, предоставляющая финансовую поддержку и консультации женщинам, рассматривающим возможность аборта, — Just One Life (J.O.L.), которая на иврите известна как Нефеш Ахат Б’Исраэль.